# 池田政胤
池田 政胤（いけだ まさたね）は、江戸時代中期の旗本。通称は数馬。

## 略歴
宝永3年（1706年）池田政相の子として誕生。幼名は吉之丞。
元文3年（1738年）6月2日、父の遺跡を継ぐ。宝暦8年（1758年）5月15日、書院番の組頭となる。宝暦12年（1762年）5月24日に職を辞し、明和3年（1766年）に61歳で死去。跡を養子・政能が継いだ。

## 系譜
- 父：池田政相（1678-1738）
- 母：不詳
- 室：池田政応の娘
- 生母不明の子女
  - 男子：池田政永（1736-1765）
  - 男子：又次郎 - 早世
  - 女子：池田政倫養女 - 池田長恵室
- 養子
  - 女子：池田政能室 - 大岡忠恒の娘（初め池田政永室、政永の死後、政胤の養女となり、池田政能室となる）
  - 男子：池田政能（1739-?） - 坪内定次の子